# Meligethes ovatus
Meligethes ovatus är en skalbaggsart som beskrevs av Sturm 1845. Meligethes ovatus ingår i släktet Meligethes, och familjen glansbaggar. Arten är reproducerande i Sverige.